# Фејат Сејдић
Фејат Сејдић (Бојник, 20. јануар 1941 — Бојник, 22. август 2017) био је српски музичар, трубач ромског порекла, често признат као најбољи трубач са Балкана. Потиче из музичке породице, а трубу је почео да свира од раног детињства, још од 10 године живота. Његов оркестар Фејат Сејдић био је најуспешнији оркестар на Драгачевском сабору у Гучи, где је добио надимак Господар Гуче и Краљ трубе.
Иако је наступао широм света и свирао многим светским звездама и познатим личностима, сарађивао са музичарима као што су Џипси кингс и Горан Бреговић, никада није научио да чита ноте и свирао је само на уво.

## Биографија
Фејат је рођен у музичкој породици, у Бојнику, 20. јануара 1941. године. Његов отац Кадрија Сејдић († 1955) и деда Рустем Сејдић (рођен 1892) такође су били трубачи. Фејат је имао два старија брата, Ћазима и Демира. Његов деда Рустем је био трубач у Другој пешадијској дивизији српске војске у Првом светском рату. Био је носилац многих ордена, а својом трубом означио је напад Друге пешадијске дивизије на бугарску дивизију Рила и пробој фронта 30. октобра 1916. године.
Фејатов отац Кадрија га није научио да свира трубу, јер је имао само једну, а са њом је морао да свира како би прехранио породицу. Фејат је први пут покушао да свира трубу када је имао 3 године. Слушао је свог оца и научио на уво, а вежбао је док његов отац није био кући. Иако је и даље био дете, до десете година могао је да свира као одрасла особа, а када је његов отац то приметио, одвео га је у свој бенд. Када је напунио 14. година његов отац је преминуо, а Фејат је основао свој бенд. Трубу је професионално почео да свира 1960. године. Преминуо је после дуже болести, 22. августа 2017. године, а сахрањен је на сеоском гробљу у родном Драговцу, у Бојнику.
Био је ожењен Станом Сејдић (1949—2007), са којим је имао троје деце, сина Зорана и ћерке Сузану и Милу.

## Музичка каријера
На Драгачевском сабору у Гучи први пут је свирао 1969. године. Током своје каријере, на сабору је наступао 22 пута, а само једанпут није добио неку од награда, па је добио надимак Господар Гуче за сва времена и Краљ трубе.
Баш као и његов отац и деда, научио је да свира на уво, а никада није научио да чита белешке. Када је наступао на Светском фестивалу у Француској 1982. године, његов бенд је изабран да изведе химну фестивала са локалним бендом. Овај наступ означио је почетак своје међународне каријере.
Наступао је на Трафалгар скверу у Лондону, на Јелисејским пољима у Паризу, у Немачкој, Бугарској, Шведској, у Африци и Аустралији. У Москви, заједно са својим оркестром свирао и истовремено пешачио 10 km. Свирао је многим познатим личностима као што су Јосип Броз Тито, Слободан Милошевић, Зоран Ђинђић, Шарл де Гол, Вили Брант, Леонид Брежњев, Елизабета II, али и многим уметницима и славним личностима односно Орсону Велсу, Салвадору Далију, Елизабет Тејлор, Ричарду Бартону, Аиртон Сени и многим другима.
Наступао је са бендом Џипси кингс на њиховој европској турнеји, а са Гораном Бреговићем, снимио је музику за филм Дом за вешање, 1989. године. Фејат је такође сарађивао са српским редитељем Живојином Павловићем за чији филм Задах тела из 1983. године је снимио музику, заједно са Влатком Стефановским.. Сарађивао је са великим бројем познатих музичара као што су Светлана Ражнатовић, Снежана Бабић Снеки, Предраг Живковић Тозовац и са многим другима.
Његова дискографија се састоји од око 60 синглова, лп издања и цедеова. Године 1988. снимио је песму Балада, адаптацију класичне духовне музике. Била је то једна од песама изведених на његовој сахрани.
Након што је престао да свира, претрпео је мождани удар, 2001. године, који му је делимично парализовао десну руку, тако да више није био у могућности да свира трубу. Његов син Зоран је био трубач кратко време, а оркестар био распуштен 2002. године због лошег управљања. Неколико година касније, Фејатов унук и Зоранов син Небојша Сејдић(1981) преузео је и поново формирао оркестар, назвавши га "Фејат Сејдић".

## Награде
Међу његовим наградама на Драгачевском сабору у Гучи освојио је шест награда, "Најбољи оркестар" (1976, 1983, 1985, 1987, 1991 и 1994), једну награду "Најбоља труба" (1981) и једну награду "Златна труба" (1982). Седму највишег признања, "Најбољи оркестар", добио је његов оркестар 2004. године, који је његов унук Небојша тада преузео. Добио је и бројне друге награде, домаће и стране. Године 1987. Председништво СФРЈ му је доделило Орден рада са сребрним венцем. Добитник је и "Специјалног признања за уметнички допринос националној култури Србије", а 2013. године добио је "националну пензију".

## Музичко наслеђе
Поставио је нове, високе стандарде у свирању трубе. Звук његове трубе је био прилично препознатљив (20 оркестара може свирати истовремено, али увек ће се јасно чути где Фејат свира). Када је постао познат, његов оркестар био је једини у Бојнику. 2016. године било је 15 оркестра у овом месту.
Због белих одела његовог оркестра и његових личних манира, добио је надимке "Господин у белом", али и "Господарски трубач" и Цигански барон.

## Дискографија

### Албуми
- Свирач свира коло игра (1976) (Радио-телевизија Словенија)
- Оркестар Фејата Сејдића - Прва Труба Драгачева 1981 (1981) (Југотон)
- Прва труба Драгачева (1981) (Југотон)
- Ситније Циле ситније (1983) (ЗКП РЛТВ)
- На Драгачевском сабору оркестара у Гучи (1988) (Југотон)
- Шпанија (1991) (Дискос)

### Синглови и епови
- Кола из Србије (1971) (Југотон)
- Трубачи са пусте реке (1974) (Студио Б)
- Раданско коло (1974) (Југотон)
- Ново техничко коло/Лесковачки чочек (1980) (Југотон)

### Компилације и гостовања
- Various - Фолк дуети ЗАМ продукције, на песми  Где си душо, где си рано (1999) (Carisma Disc, ЗАМ)
- Various - Гранд 16 супер хитова, на песми ‎Љуте ране (2000) (Гранд продукција)
- Раде Радивојевић - Љубим вас песмама, на песми Низамски растанак (2009) (ПГП РТС)
- Various - Од бисера грана (Најлепше Народне Песме Vol. 5), на песми Изгубљено Јагње (Тиоли рекордс, Телевизија БК)
- Various - Дувачки оркестри свирају кола, на песми ‎Пусторечко коло (1976) (Југотон)
- Various - Кад јекну драгачевске трубе, на песми ‎Славково коло (1980) (Југотон)
- Various - Победници драгачевског сабора 1961-1979, на песми ‎Техничко коло (1980) (ПГП РТС)
- Various - Трубачи у Гучи на 20. сабору, на песми ‎Корачница слободи (1982) (ПГП РТС)
- Various - Narodna Kola - Folks Dances, на песми ‎Лесковачки чочек (1984) (Југотон)
- Галија - Далеко је Сунце са оркестром Фејада Сејдића (1988) (ПГП РТС)
- Various - Златне Трубе И Оркестри Драгачева - Гуча 1961—1990, на песми Техничко коло (1990) (ПГП РТС)
- Various - Златне трубе - Чочеци и  кола, на песми Техничко коло (1990) (ПГП РТС)
- Various - Гуча 2006 - Бисери Гуће 2, на песми Техничко коло (1998) (ПГП РТС)
- Various - Златне трубе - Чочеци и  кола, на песми Техничко коло (1990) (ПГП РТС)
- Светлана Ражнатовић - Емотивна луда, на песми Кад би био рањен (1996) (Комуна)
- Various - Драгачевски Сабори Трубача - Гуча 1961-1999 , на песми Славуј пиле не пој рано (2000) (ПГП РТС)
- Various - Golden Brass Summit: Fanfares En Délire, на песми Изгубљено јагње (2001) (Network Madien)
- Various - Гуча 2006 - Бисери Гуће 2, на песми Славуј пиле не пој рано (2006) (ПГП РТС)
- Раде Радивојевић - Љубим вас песмама, на песми Диско фолк (2009) (ПГП РТС)
- Various - Гранд колекција 2014, на песми Парно град (Бели коњ) (2014) (Гранд продукција)

### Филмови
Појављивао се и на филму и то као шеф трубача у седам епизода серије Породично благо (1998—2001), једној епизоди серије Срећни људи (1996) и у филму А сад адиo (2000)..